# Овиндоли
Овиндоли (итал. Ovindoli) је насеље у Италији у округу Л'Аквила, региону Абруцо.
Према процени из 2011. у насељу је живело 911 становника. Насеље се налази на надморској висини од 1367 м.

## Становништво
Према резултатима пописа становништва 2011. у општини је живело 1.190 становника.
| 1931. | 1936. | 1951. | 1961. | 1971. | 1981. | 1991. | 2001. | 2011. |
| ----- | ----- | ----- | ----- | ----- | ----- | ----- | ----- | ----- |
| 2.324 | 2.420 | 2.421 | 1.900 | 1.386 | 1.244 | 1.204 | 1.200 | 1.190 |

## Партнерски градови
- Tarxien
- Валмонтоне
- Ушуаја